# Рядова
Рядова́ — вантажна залізнична станція І класу Криворізької дирекції Придніпровської залізниці. 
Розташована у с. Рядове, Петрівський район, Кіровоградська область, поруч із с. Червоне та с-щем Рудничне, Криворізький район, Дніпропетровської області на перетині трьох ліній Савро — Рядова, Рядова — Мусіївка та Рядова — Терни між станціями Савро (10 км) та Грекувата (21 км).
На станції зупиняються приміські електропоїзди.

## Історія
У 2000 році через аварійний стан мосту 27 км закритий перегон Грекувата — Рядова. У червні 2010 року розпочалося відновлення мосту, верхньої будови колії та контактної мережі, а також облаштування системи автоблокування. Рух відкритий 21 грудня.